# اختناق القلفة الخلفي
اختناق القلفة الخلفي أو الجُلاع أو جُلاع القلفة (بالإنجليزية: Paraphimosis)‏ هو حالة طبية غير شائعة حيث تكون الغُرْلة (جلدة الذكر) محصورة خلف حشفة القضيب، ولا يمكن إعادتها لوضعها الطبيعي. إذا استمرت هذه الحالة لعدة ساعات أو كانت هناك أي علامة على نقص تدفق الدم، فيجب التعامل معها كحالة طبية طارئة، حيث يمكن أن تؤدي إلى الغرغرينا.

## الأسباب
عادة يحدث الجلاع بسبب قطع الختان بطريقة غير صحيحة. قد تعود الغُرْلة لوضعها الطبيعي خلال فحص القضيب أو تنظيفه أو خلال قسطرة البول، لكن إذا ترك القضيب كما هو لفترة من الزمن قد يحدث تورم وانتفاخ في الغُرْلة فيصعب ارجاعها للوضع الطبيعي.